# Lista de primeiros-ministros da Escócia
A lista de primeiros-ministros da Escócia reúne todos os ministros do governo escocês, o governo descentralizado da Escócia. O primeiro-ministro é responsável pelo exercício das funções do gabinete escocês, desenvolvimento e coordenação de políticas, relações com o Reino Unido, Europa e demais países. O primeiro-ministro é Membros do Parlamento da Escócia (MSP) e é nomeado pelo parlamento escocês antes de ser oficialmente nomeado pelo monarca.
Nicola Sturgeon foi a primeira-ministra mais antiga no cargo, tendo ultrapassado Alex Salmond em 25 de maio de 2022. Salmond, por sua vez, passou um total de 7,5 anos no cargo. Donald Dewar foi a primeiro primeiro-ministro a ocupar o cargo.
Atualmente o primeiro-ministro é John Swinney, sucedendo Humza Yousaf em 8 de maio de 2024, após sua renúncia em abril do mesmo ano.

## Lista de primeiros-ministros
Os partidos apresentados são aqueles a que pertenceram os primeiros ministros no momento em que exerceram funções, e os círculos eleitorais apresentados são os que representaram durante o mandato.
Partidos políticos
Status
| N.º                              | Primeiro-ministro (Nascimento–Falecimento) | Primeiro-ministro (Nascimento–Falecimento)                                  | Mandato–Eleição (Duração em anos e dias)       | Mandato–Eleição (Duração em anos e dias) | Partido      | Partido            | Vice                                                  | Monarca (Reino)       | Ref.  |
| -------------------------------- | ------------------------------------------ | --------------------------------------------------------------------------- | ---------------------------------------------- | ---------------------------------------- | ------------ | ------------------ | ----------------------------------------------------- | --------------------- | ----- |
| 1                                |                                            | Donald Dewar (1937–2000)                                                    | 17 de maio de 1999 – 11 de outubro de 2000     | 1999                                     |              | Trabalhista        | Jim Wallace Barão Wallace de Tankerness (1954)        | Isabel II (1952–2022) | [ 4 ] |
| 1                                | 1 ano e 147 dias†                          | Donald Dewar (1937–2000)                                                    |                                                |                                          |              | Trabalhista        | Jim Wallace Barão Wallace de Tankerness (1954)        | Isabel II (1952–2022) | [ 4 ] |
| —                                |                                            | (1) Jim Wallace Barão Wallace de Tankerness                                 | 11 de outubro de 2000 – 27 de outubro de 2000  | —                                        |              | Liberal Democratas | Vago                                                  | Isabel II (1952–2022) | [ 5 ] |
| —                                | 16 dias                                    | (1) Jim Wallace Barão Wallace de Tankerness                                 |                                                |                                          |              | Liberal Democratas | Vago                                                  | Isabel II (1952–2022) | [ 5 ] |
| 2                                |                                            | Henry McLeish (1948)                                                        | 27 de outubro de 2000 – 8 de novembro de 2001  | —                                        |              | Trabalhista        | Jim Wallace Barão Wallace de Tankerness               | Isabel II (1952–2022) | [ 6 ] |
| 2                                | 1 ano e 12 dias                            | Henry McLeish (1948)                                                        |                                                |                                          |              | Trabalhista        | Jim Wallace Barão Wallace de Tankerness               | Isabel II (1952–2022) | [ 6 ] |
| —                                |                                            | (2) Jim Wallace Barão Wallace de Tankerness (1954)                          | 8 de novembro de 2001 – 27 de novembro de 2001 | —                                        |              | Liberal Democratas | Vago                                                  | Isabel II (1952–2022) | [ 5 ] |
| —                                | 19 dias                                    | (2) Jim Wallace Barão Wallace de Tankerness (1954)                          |                                                |                                          |              | Liberal Democratas | Vago                                                  | Isabel II (1952–2022) | [ 5 ] |
| 3                                |                                            | [[Jack McConnell\|Jack McConnell Barão McConnell de Glenscorrodale]] (1960) | 27 de novembro de 2001 – 16 de maio de 2007    | —                                        |              | Trabalhista        | Jim Wallace Barão Wallace de Tankerness Nicol Stephen | Isabel II (1952–2022) | [ 7 ] |
| 3                                | 2003                                       | [[Jack McConnell\|Jack McConnell Barão McConnell de Glenscorrodale]] (1960) | 27 de novembro de 2001 – 16 de maio de 2007    |                                          |              | Trabalhista        | Jim Wallace Barão Wallace de Tankerness Nicol Stephen | Isabel II (1952–2022) | [ 7 ] |
| 3                                | 5 anos e 170 dias                          | [[Jack McConnell\|Jack McConnell Barão McConnell de Glenscorrodale]] (1960) |                                                |                                          |              | Trabalhista        | Jim Wallace Barão Wallace de Tankerness Nicol Stephen | Isabel II (1952–2022) | [ 7 ] |
| 4                                |                                            | Alex Salmond (1954–2024)                                                    | 17 de maio de 2007 – 18 de novembro de 2014    | 2007                                     |              | Nacional           | Nicola Sturgeon                                       | Isabel II (1952–2022) | [ 8 ] |
| 4                                | 2011                                       | Alex Salmond (1954–2024)                                                    | 17 de maio de 2007 – 18 de novembro de 2014    |                                          |              | Nacional           | Nicola Sturgeon                                       | Isabel II (1952–2022) | [ 8 ] |
| 4                                | 7 anos e 185 dias                          | Alex Salmond (1954–2024)                                                    |                                                |                                          |              | Nacional           | Nicola Sturgeon                                       | Isabel II (1952–2022) | [ 8 ] |
| 5                                |                                            | Nicola Sturgeon (1970)                                                      | 20 de novembro de 2014 – 28 de março de 2023   | 2016                                     | John Swinney | Nacional           | [ 9 ]                                                 | Isabel II (1952–2022) |       |
| 5                                | 2021                                       | Nicola Sturgeon (1970)                                                      | 20 de novembro de 2014 – 28 de março de 2023   |                                          | John Swinney | Nacional           | [ 9 ]                                                 | Isabel II (1952–2022) |       |
| 5                                | 8 anos e 128 dias                          | 8 anos e 128 dias                                                           | Carlos III (2022–presente)                     |                                          | John Swinney | Nacional           | [ 9 ]                                                 |                       |       |
| 6                                |                                            | Humza Yousaf (1985)                                                         | Carlos III (2022–presente)                     | 29 de março de 2023 – 7 de maio de 2024  | —            | Nacional           | Shona Robison                                         | [ 10 ]                |       |
| 6                                | 1 ano e 39 dias                            | Humza Yousaf (1985)                                                         | Carlos III (2022–presente)                     |                                          |              | Nacional           | Shona Robison                                         | [ 10 ]                |       |
| 7                                |                                            | John Swinney (1964)                                                         | Carlos III (2022–presente)                     | 8 de maio de 2024 – presente             | —            | Nacional           | Kate Forbes                                           | [ 11 ]                |       |
| 7                                | 1 ano e 52 dias                            | John Swinney (1964)                                                         | Carlos III (2022–presente)                     |                                          |              | Nacional           | Kate Forbes                                           | [ 11 ]                |       |
| ↑† Indica que faleceu em ofício. |                                            |                                                                             |                                                |                                          |              |                    |                                                       |                       |       |